# Драгомир Йорданов
Драгомир Йорданов е български юрист и съдия, дългогодишен служител в системата на българското правосъдие. От 13 март 2013 г. е министър на правосъдието в състава на служебното правителство на Марин Райков.

## Биография

#### Ранен живот и образование
Драгомир Николов Йорданов е роден на 28 юни 1967 г. в град София, България г. Завършил е 9-а френска езикова гимназия в София. Магистър по право от Софийския университет „Св. Климент Охридски“.

#### Специализации
Специализирал е в Националната школа на магистратурата (ENM) в Париж, Франция (1996); в Европейския съд по правата на човека в Страсбург, Франция (1997); в Националния съдебен колеж на САЩ в Рино, Невада, и в Учебния съдебен център в Аризона, САЩ (2001); в Университета на Кентъки и в Националния център за щатски съдилища в Уилямсбърг, Вирджиния, САЩ (2006 – 2007).
Владее английски, френски и руски език.

## Заемани постове
Това е списък със заеманите постове на Драгомир Йорданов в периода от 1994 г. до посочването му за служебен министър през март 2013 г.:
| Работодател                                            | Длъжност                      | Период                       |
| ------------------------------------------------------ | ----------------------------- | ---------------------------- |
| Софийски градски съд                                   | стажант-/младши съдия         | януари 1994 – септември 1996 |
| Софийски районен съд                                   | съдия                         | септември 1996 – юли 1999    |
| Център за обучение на магистрати                       | изпълнителен директор         | юли 1999 – декември 2004     |
| Национален институт на правосъдието                    | заместник-/програмен директор | януари 2004 – март 2011      |
| Мисия на ЕС за върховенство на закона в Косово (EULEX) | съдия по наказателни дела     | декември 2008 – март 2011    |
| Национален институт на правосъдието                    | директор                      | 1 април 2011 – 5 юли 2016    |